# Batalla de Nagashino
La batalla de Nagashino (en japonès: 長篠の戦い, Nagashino no Tatakai) va ser un conflicte bèl·lic que va tenir lloc el 1575 al castell Nagashino, a la província de Mikawa, al Japó. El castell havia estat assetjat per Takeda Katsuyori des del 17 de juny. Okudaira Sadamasa, un vassall de Tokugawa comandava la defensa del castell, el qual havia estat atacat perquè amenaçava les línies d'abastiment del clan Takeda.
Tant Tokugawa Ieyasu com Oda Nobunaga enviaren tropes a l'auxili i alliberament del castell i les tropes de Takeda Katsuyori van ser derrotades. La victòria de les tàctiques de guerra occidentals de l'armada i l'ús d'armes de foc d'Oda sobre la cavalleria tan famosa del clan Takeda és citada contínuament com un punt d'inflexió en la manera de lluitar una batalla al Japó, molts asseguren que aquesta va ser la primera batalla "moderna" que es va disputar en aquest país. Irònicament, mentre que la cavalleria dels Takeda representa l'antic, el tradicional, només havia estat desenvolupada una generació abans per Takeda Shingen, pare de Katsuyori. Encara que altres havien utilitzat armes de foc amb anterioritat, Oda Nobunaga va ser el primer a utilitzar, a més, barricades de fusta i descàrrega d'artilleria circular, cosa que els va donar la victòria a Nagashino.

## Conseqüències
La batalla de Nagashino pot ser considerada com un punt d'inflexió en la història del Japó. Encara que els arcabussers s'havien utilitzat amb anterioritat en les batalles, aquests no eren considerats gaire efectius a causa de l'excessiu temps que requeria recarregar l'arma, després de cada tret. També aquestes armes primitives, a vegades, explotaven a la cara del qual la disparava; a més que quan es mullaven quedaven pràcticament inutilitzables. Com a resultat d'aquesta batalla, els arcabussers van passar a ser considerats com un factor militar important i decisiu.